# Plaza de la Estrella Negra
La plaza de la Estrella Negra (en inglés: Black Star Square; también llamada plaza de la Independencia; Independence Square) es una plaza pública en la ciudad de Acra, la capital del país africano de Ghana. Muy cerca se encuentra el Estadio deportivo de Acra (Accra Sports Stadium) y el parque conmemorativo de Kwame Nkrumah (Kwame Nkrumah Memorial Park). La Plaza de la estrella negra es un sitio usado para los desfiles del Día de la Independencia de Ghana (cada 6 de marzo) y para festivales nacionales. Cada visitante es libre de tomar fotos de los edificios (incluyendo la "Puerta de la Estrella Negra"), pero podría no ser permitido fotografiar el "Arco de la Independencia".